# 沃洛維基
51°40′5″N 32°5′49″E / 51.66806°N 32.09694°E
沃洛維基（烏克蘭語：Воловики），是烏克蘭北部的村莊，隸屬切爾尼希夫州的科留基夫卡區。該村面積1.4平方公里，海拔高度130米，2001年人口414，人口密度每平方公里295.5人。